# Croaghaun

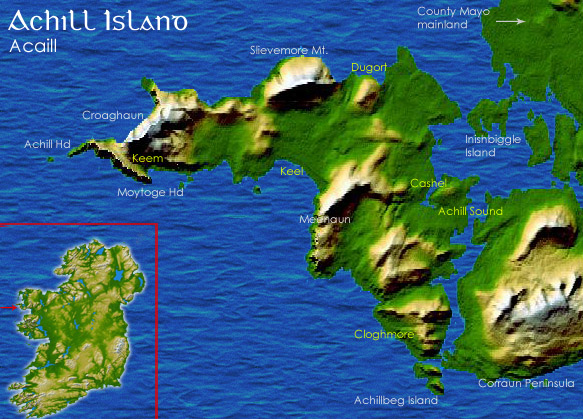
Overzicht van Achill Island

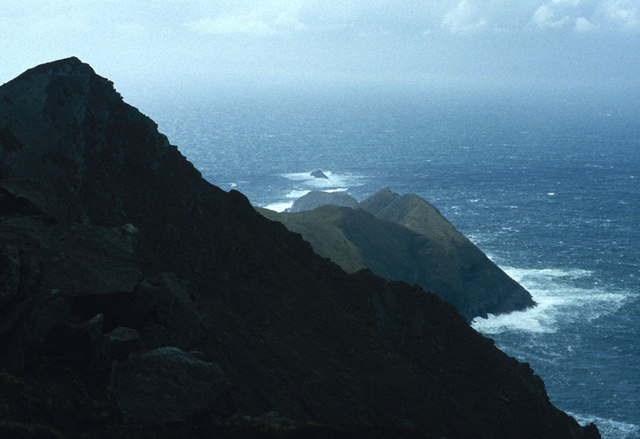
Kliffen van Croaghaun, kijken in de richting van Achill Head

Croaghaun (Iers:Cruachán) is een berg in County Mayo, Ierland. Met zijn 688 meter (2.257 voet) is het de hoogste zeeklif in Ierland en de op twee na hoogste in Europa, na de Hornelen in Noorwegen en Kaap Enniberg op de Faeröer.
Croaghaun is de meest westelijke en hoogste bergtop op Achill Island. De kliffen liggen aan de noordelijke zijde van de berg. Als gevolg daarvan kunnen deze alleen gezien worden vanaf zee of na een wandeltocht rond de top van de berg. Ze maken deel uit van een serie rotswanden die starten bij de Baai van Keem en een keten vormen rond het vrijwel onbewoonde noordwesten van het eiland. Zowel Achill Head en Saddle Head maken hier deel van uit. De reeks loopt door tot Slievemore. Op verschillende plaatsen lopen de rotswanden vrijwel loodrecht de zee in.